# Гай Калпурний Пизон (консул 67 пр.н.е.)
Вижте пояснителната страница за други личности с името Гай Калпурний Пизон.
Гай Калпурний Пизон (на латински: Gaius Calpurnius Piso) e политик на късната Римска република.

## Биография
Произлиза от клон Пизон на плебейската фамилия Калпурнии.
През 67 пр.н.е. е избран за консул заедно с Маний Ацилий Глабрион. Те издават строгия закон против нелегална изборна реклама Lex Acilia Calpurnia. През 66 и 65 пр.н.е. Пизон е управител на провинция Цизалпийска Галия и потушава въстание на алоброгите.